# Flamm (Unternehmen)
Die Flamm GmbH mit Sitz in Aachen war die Muttergesellschaft der Unternehmen der FLAMM-Gruppe. Das Unternehmen entstand 1982 als Flamm & Johnson GbR und hatte seit 2013 den späteren Namen.
Neben der Automobilindustrie und der Luftfahrtbranche wurde in geringerem Umfang auch die Haushaltsgeräteindustrie beliefert. 2018 wurde die Flamm-Gruppe von Muhr und Bender (Mubea) übernommen. Die Flamm GmbH am Standort Attendorn wurde 2023 in Mubea Aviation Holding GmbH umbenannt. Für Mubea bedeutet die Übernahme der Einstieg in den Bereich Aviation.
Tochterunternehmen waren zuletzt:
- FLAMM Automobilausstattung GmbH, Aachen (vormals Berlin)
- FLAMMAEROTEC GmbH, Schwerin (heute: Mubea Aviation GmbH)
- FLAMM Motec GmbH, Nauen (heute: FSM Motec GmbH)
- FLAMM Syscomp GmbH, Hennigsdorf (heute: FSM Syscomp GmbH)
- FLAMMASSTEK Teknik Montaj San. ve Tic. A.§, Çerkezköy/Türkei
- FLAMMAEROTEC Havacilik Sanayi ve Ticaret A.§., Ergene/Türkei.

## FSM Stamping
MUBEA hat die nicht zum Kerngeschäft gehörenden Gesellschaften SYSCOMP und MOTEC der Flamm Gruppe an die 2019 gegründete FSM Stamping veräußert. Hinter FSM Stamping stehen die Berliner Unternehmensgruppe Andreas & Peiffer. Ebenfalls der Teilbetrieb „Stanzen und Umformen“ des Flamm-Standorts Aachen gehört als FSA GmbH zu FSM Stamping.